# Jean Le Boulch
Jean Le Boulch (Brest, 28 gennaio 1924 – Dinard, 27 maggio 2001) è stato un medico francese, professore di educazione fisica e fondatore della psicocinetica.

## Cronologia
- 1940-1944: studi a Brest, poi alla École Normale di St Brieuc.
- 1945-1947: professorato d'Educazione Fisica alla École Normale Supérieure d'Education Physique a Paris.
- 1947-1969: professore al CREPS di Dinard.
- 1954-1960: studi di psicologia e dottorato in medicina a Rennes.
- 1957: laureato in psicologia.
- 1960: dottore in medicina, specialista in riabilitazione funzionale.
- 1962 a 1969: addetto al centro ospedaliero universitario di Rennes al servizio di rieducazione psicomotoria.
- 1969-1972: ispettore incaricato dell'educazione fisica nella scuola della Chambre de Commerce di Paris.
- 1972 a 1984: incaricato della ricerca all'École Supérieure de Commerce di Paris.
- 1972 a 1992: interventi in istituzioni e università all'estero: Canada, Brasile, Argentina, Messico, Perù, Spagna, Italia.
- 1992-2001: professore all'Institut de Perfectionnement de Lausanne. Direttore scientifico dell'École du mouvement de Florence. Formatore al Centro Sociale di Voghera.

È sulla base di queste diverse qualifiche che egli sviluppa una concezione scientifica dell'educazione fisica, che egli chiama "psicocinetica", il cui impatto è importante nella storia di questa disciplina, in Francia, Belgio, Canada, Spagna, Svizzera ed Italia, così come in alcuni Paesi dell'America latina: Perù, Messico, Brasile, Argentina. Il concetto di "psicocinetica" diventa più l'oggetto di convegni internazionali, specialmente in Italia e Svizzera, e parecchie istituzioni scolastiche oggi l'applicano, in particolare in America del Sud, ciò che sta a testimoniare la sua espansione internazionale. Jean Le Boulch, collocandosi in una prospettiva transdisciplinare, si è impegnato a mettere in evidenza gli scopi di una educazione corporea la cui finalità è lo sviluppo della persona.

## La genesi della sua opera

### Dall'educazione fisica funzionale alla psicomotricità funzionale
Quando comincia la sua carriera nel 1947 al Centre Régional d'Education Physique et Sportive di Dinard, Jean Le Boulch si trova molto presto in disaccordo con gli orientamenti ufficiali dell'Educazione Fisica, che si presentano come una sovrapposizione di metodi tratti da dottrine che nel corso degli anni si contrappongono: da una parte, quelle che ricorrono agli esercizi di una ginnastica detta "costruita" e che si richiamano ai principi del metodo svedese di Ling; dall'altra, quelle che preconizzano i giochi, la danza e gli esercizi detti "naturali" del metodo di Georges Hébert.
Dopo la pubblicazione di un libro sulla ginnastica di mantenimento, altro appellativo della ginnastica costruita, da parte di uno dei suoi colleghi del CREPS, egli decide di mettere un poco di ordine nella materia e pubblica la sua prima opera nel 1953. Nello stesso anno, nella rivista "L'Homme Sain" di gennaio, scrive un articolo rivelatore circa le sue preoccupazioni: "A la recherche d'une unité en éducation physique" (Alla ricerca d'una unità dell'Educazione Fisica).
Questa unità richiede una precisazione dello scopo della educazione fisica, a questo egli si dedica nella sua tesi di medicina, sostenuta nel 1960; per lui prima di tutto è necessario indagare i fattori del valore motorio come indicato nel titolo della sua tesi. Allestisce una tabella di questi fattori, facendo da una parte una distinzione nella condotta motoria, fra gli elementi effettori detti "periferici" (dati morfologici, forza e velocità muscolare, resistenza), e dall'altra fra gli elementi psicomotori (l'abilità, che mette in gioco i fattori percettivi e i fattori associativi, la rapidità d'adattamento, la resistenza centrale alla fatica). La sua tesi verte esclusivamente sullo studio dei fattori effettori quali la forza e la velocità muscolare.
Questa tabella dei fattori del valore motorio è la base dalla quale parte per approfondire et affinare nel corso degli anni seguenti le sue analisi sull'apprendimento del movimento. Si tratta dunque d'una prima tappa nel sua ricerca dell'unità dell'educazione fisica.
Da questo momento la divisione dell'Educazione Fisica in due branche gli appare inappropriata, illogica e totalmente artificiosa. Le sue analisi lo conducono in modo del tutto naturale ad adottare la nozione di psicomotricità cara ad Henri Wallon. Ma, per smarcarsi da qualsiasi riduzione o deviazione delle sue applicazioni in educazione o rieducazione, egli precisa che essa è "funzionale" nel senso definito da F.J.J. Buytendijk nella sua opera "Attitudes et mouvements. Etude fonctionnelle du mouvement humain", sottolineando così la necessità di considerare la persona nella sua globalità e nella sua creatività.
Inoltre molto presto gli è data l'occasione di constatare l'inefficacia, o meglio, gli effetti negativi, d'una ginnastica di mantenimento, fondata sull'adozione di posizioni tramite contrazioni muscolari forzate, come per esempio quelle degli addominali e dei glutei in stazione eretta. Nel corso delle sedute di rieducazione dei poliomielitici, egli applicando questo procedimento, assiste alla successiva regressione dei suoi malati per quanto riguarda la loro capacità a mantenersi in stazione eretta. Gli salta agli occhi l'assurdità di questo metodo e, forte delle sue conoscenze in neurofisiologia muscolare, prende le distanze da questa pratica, osservando che è decontraendo questi muscoli superficiali che vengono messi in gioco i più profondi, quelli deputati alla postura, che possono così svilupparsi. Questi sono principi fondamentali oggi centrali nelle pratiche che portano la "posturologia" ad essere essa stessa "funzionale". Egli continuerà d'ora in poi, l'interazione fra il sistema nervoso centrale e la periferia corporea essendo incontrastabile, a rimarcare l'importanza del controllo tonico, della percezione del corpo proprio, della regolazione della funzione energetica nell'apprendimento, così come la padronanza del movimento nelle turbe di comportamento quale l'instabilità, l'irritabilità, la violenza, lo stress, i dolori dorsali, ecc. A questo riguardo i lavori di Magoun, Marthe Bonvallet, Henri Laborit costituiscono per lui riferimenti fondamentali.
Si appoggia a tutti i pionieri, ricercatori e praticanti di tecniche educative che mirano al controllo di sé, come Gerda Alexande, Denise Digelmann.
Le convinzioni e le modalità di intervento di Le Boulch sono state oggetto di numerosi corsi da lui tenuti nella scuola di Chinesiterapia di Rennes, in un periodo in cui egli alternava l'esperienza pratica allo sviluppo teorico, avendo, così, l'opportunità di approfondire sempre più i problemi relativi all'educazione fisica per far sì che essa diventasse una scienza rivolta allo sviluppo della padronanza del corpo, come traspare dai suoi articoli e dalle relazioni tenute a numerosi convegni e congressi tra il 1962 e il 1965. Nel 1965, in occasione di un incontro con i membri del gruppo di ricerca pedagogica della Camera di Commercio e Industria di Parigi, fra cui Roger Mucchielli, Paul Chauchard, Pierre Greco dell'Istituto Jean Jacques Rousseau di Ginevra e Simone Ramain, Le Boulch confermò di voler utilizzare il termine “psicocinetica” per descrivere il suo studio sull'individuazione di proposte pratiche volte a sviluppare una padronanza di gesti e atteggiamenti. La definì come: "una teoria generale del movimento, che sfocia sull'enunciato di principi metodologici i quali permettono di considerare la sua utilizzazione un mezzo di formazione". Ai suoi studi egli integrava e combinava le esperienze di coordinamento generale, di agilità al suolo, di spostamenti in equilibrio, di percezione del corpo e di educazione dello schema corporeo di Simone Ramain con quelle di percezione e organizzazione del tempo della sua collaboratrice Renée Essioux.
Per dare diffusione alle proprie idee, le Boulch si rese disponibile ad esporre i propri principi presso l'Associazione degli Insegnanti di Educazione Fisica e Sportiva, i Centri di Allenamento ai Metodi di Educazione Attiva e la Federazione Sportiva e Ginnica del Lavoro di Aix-en-Provence, viaggiando in giro per la Francia insieme alla sua assistente Renée Essieux. Diede un nuovo ordine ai principi dell'educazione fisica e alla prassi in psicocinetica, una disciplina scientifica garantita dall'esperienza, nel rispetto dei criteri pedagogici secondo cui le attività sono poste come problemi da risolvere, al fine di mobilitare la persona a trovare un adattamento.
Il ricorso alle scienze umane ha permesso a Jean Le Boulch di ancorare l'educazione alla sociologia e alla psicologia che, insieme alla medicina, gli hanno consentito di coniugare la dimensione psichica a quella cinetica, considerandoli in continua interazione, e in modo tale che l'educazione, nella sua connotazione globale, potesse presentarsi con il duplice aspetto psico-cinetico. Il contributo della psicologia ha consentito a Le Boulch di avere un'ampia conoscenza del bambino, nonché delle sue fasi di sviluppo, chiarendo il processo evolutivo con cui si perfezionano lo schema corporeo, la strutturazione percettiva e l'adattamento posturale e motorio.

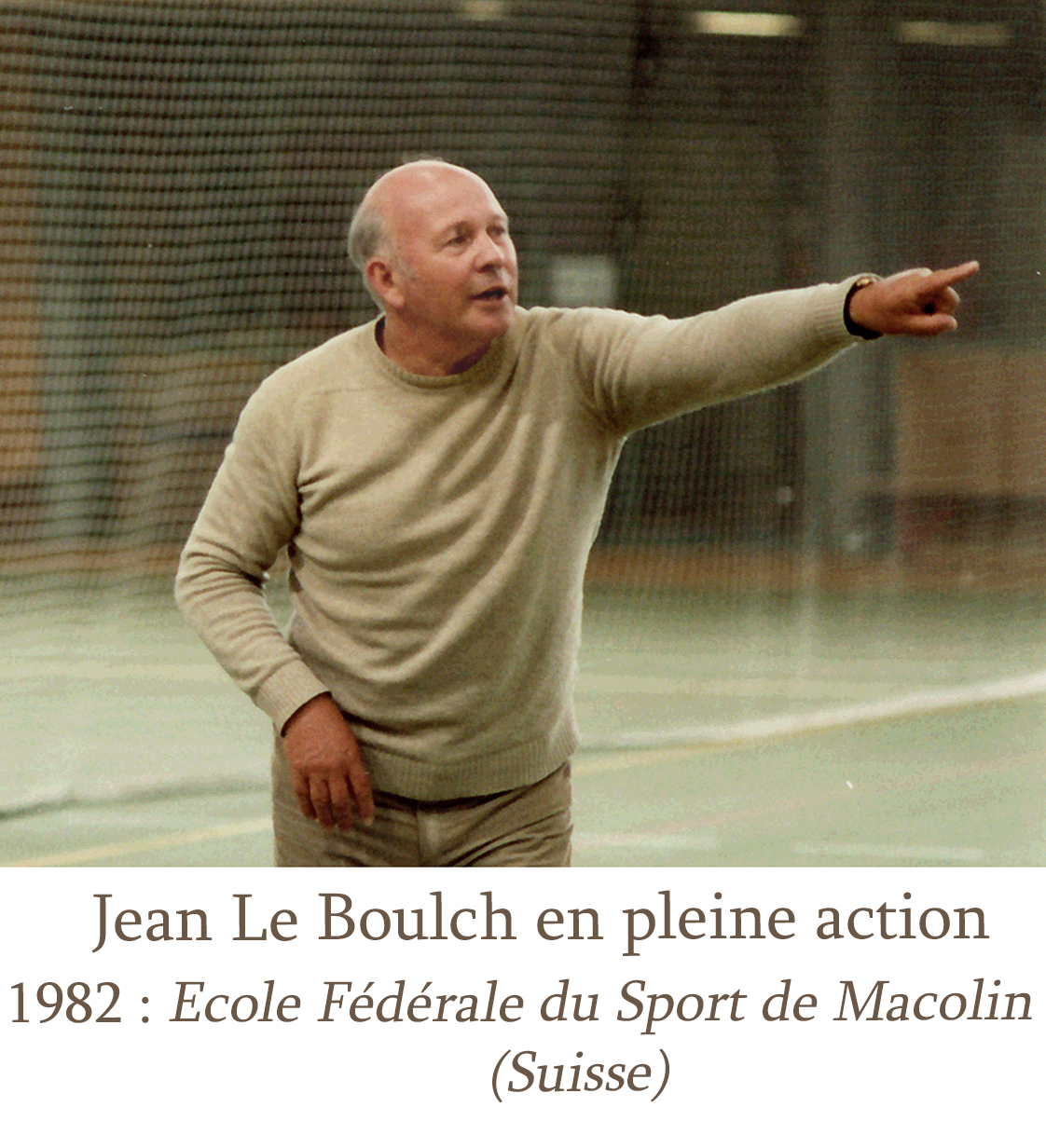

### Di fronte allo sport. La preminenza della persona
In Francia, in tal periodo, l'ambiente dell'educazione fisica e dello sport è in effervescenza; all'ordine del giorno c'è una riorganizzazione dei programmi. Sono due grandi correnti: una desiderosa di dare un posto preponderante allo sport nell'insegnamento dell'educazione fisica; l'altra, legata all'identità d'una educazione fisica che non rigetta alcun mezzo o tipo di attività, preoccupato però di non assoggettarsi a nessuno.
Viene organizzata una commissione per la riforma e uno dei suoi gruppi, al quale partecipa Jean Le Boulch, è sotto la presidenza del celebre professore di anatomia André Delmas, con l'incarico di studiare "le attività fisiche e sportive dalla nascita alla maturità".
Le proposte di questo gruppo restano lettera morta. Nel 1965 a livello di istanze politiche viene presa la decisione di orientare l'educazione fisica verso lo sport, scelta avallata dalla pubblicazione, sotto l'egida del primo ministro, di un Saggio di dottrina della sport.
Jean Le Boulch decide allora di non porre più il suo lavoro sotto la voce Educazione Fisica; stabilisce che il suo studio ha per oggetto il movimento umano e lo chiama Psicocinetica o "scienza del movimento umano". Nel 1966 pubblica, per la sua applicazione, un'opera, a cui ne segue un'altra nel 1971 che sviluppa i fondamenti scientifici della precedente.
Senza sosta egli si batte contro l'apprendimento per condizionamento o addestramento, che tratta il corpo come uno strumento o un oggetto da modellare, pratica troppo estesa in numerosi campi, in particolare nello sport. Per lui lo sport, sotto la sua forma ludica, costituisce una potenziale fonte di perfezionamento personale, visto che si pratica in uno spirito di cooperazione. Al Congresso Internazionale di Madrid nel 1966 egli ricorda le proposte di Henri Wallon, il quale, stigmatizzando la contrapposizione in gruppi rivali di certe classi di collegio, dichiarava: "Non si fa altro che suscitare un cattivo spirito di corpo e le premesse d'un sentimento che non è di solidarietà, ma sentimento di dominio nel riguardi di un altro gruppo". Nello stesso tempo egli plaude una metodologia che incoraggi l'attività propria della persona, aiutandola a portare la sua attenzione sulle percezioni necessarie al controllo ed alla padronanza dei gesti e egli atteggiamenti, su ciò che succede in sé, cioè sul corpo proprio; sollecita anche ciò che chiama la funzione d'interiorizzazione, secondo lui troppo dimenticata in una società in cui è regina l'apparenza. Questa posizione gli vale delle acerbe critiche da parte di coloro che parteggiano per la preponderanza dello sport come mezzo, o meglio come scopo, dell'educazione corporea. I suoi detrattori arrivano ad accusarlo persino di essere contrario allo sport, mentre egli non fa che denunciarne le deviazioni e gli eccessi. Nonostante tutto, trova presso giornalisti del calibro di Michel Clare e Jean-Marie Dupont dei convinti sostenitori. Nel 1977 una nuova opera dimostra l'assenza di fondamento di queste accuse e nel 1989 ne segue un'altra che costituisce la loro smentita formale.
Intanto la sua opera del 1966 "l'Educazione tramite il movimento" è rivista ed arricchita da due altre, una del 1981 e l'altra del 1984.

### L'autonomia del vivente, chiave di volta della psicocinetica
Nel corso degli anni i suoi incessanti sforzi per trattare la questione dell'educazione corporea in tutta la sua pienezza rinforzano la sua convinzione che lo sviluppo della persona avviene tramite una strutturazione reciproca dell'io e dell'ambiente, secondo l'espressione proposta dal suo maestro e amico Roger Mucchielli o, ancora, secondo il processo da Jean Piaget d'assimilazione, vale a dire, di trasformazione dell'ambiante tramite le strutture proprie del soggetto, e d'accomodamento, o trasformazione del soggetto da parte dell'ambiente. Da questo punta di vista, l'educazione non può consistere in una copia pura e semplice di modelli esterni al soggetto; egli pertanto sostiene una metodologia induttiva che inciti il soggetto stesso ad esercitare la propria facoltà di aggiustamento e ad apportare le proprie soluzioni ai problemi che gli vengono posti. La psicocinetica si propone, dunque, per Le Boulch, di contribuire allo sviluppo della persona attraverso il movimento, considerato come “presenza del corpo nel mondo”, attraverso la condotta.
"Ci proponiamo di studiare il movimento come dato immediato che esprime il modo di reazione organizzato da un corpo "situato" nel mondo. Questo studio acquista tutto il significato allorquando la versione motoria della condotta venga compresa nei suoi rapporti con la condotta dell'essere considerato nella sua totalità. Questa precisazione esclude qualsiasi classificazione dei movimenti basata sulle loro forme o soltanto sullo studio dei risultati obiettivi. L'essenziale è, al contrario, di "situare " il movimento ovvero definire l'occasione a partire dalla quale esso si è realizzato in funzione della situazione vissuta dall'organismo e di precisare il significato che esso riveste per questo organismo"
L’interazione attiva con l’ambiente permette all’organismo di svilupparsi e di integrarsi alla realtà, attraverso un processo di adattamento, che garantisce all’organismo la sua conservazione e la sua stabilità. Il movimento è considerato da Le Boulch come uno strumento fondamentale di educazione: esso è il filo conduttore intorno a cui si forgia l’unità della persona, corporea e mentale. È così che la teoria dell'autonomia del vivente, come formulata da Pierre Vendryès partendo dalle scoperte del grande fisiologo Claude Bernard nel XIX secolo, viene a trovarsi al centro della sua ricerca, come dimostrano le sue due ultime opere.
Secondo l'assunto di Le Boulch, l'organismo è un sistema in cui ognuno degli elementi che lo compongono è in interrelazione con gli altri; la modifica di uno di essi provoca inevitabilmente una variazione di tutto l'insieme. La sua disciplina conferisce all'educazione psicomotoria la particolarità di essere rivolta allo sviluppo dell'uomo inteso nella sua globalità, evoluzione che gli consente la conquista di una migliore consapevolezza e accettazione di sé e di un valido accomodamento nel modo di essere e di agire in autonomia, così da poter essere partecipe della vita sociale.

## Pubblicazioni
- L'éducation physique fonctionnelle à l'école primaire - 1953, publication du CREPS de Dinard. (L'educazione fisica funzionale alla scuola elementare).
- Les facteurs de la valeur motrice - 1960 - thèse 100, Faculté de médecine et de pharmacie de Rennes.
- L'Education par le mouvement - La psychocinétique à l'âge scolaire - 1966, éditions ESF.(Educare con il movimento - Armando editore - 1966)
- Vers une science du mouvement humain - Introduction à la psychocinétique - 1971, éditions ESF. (Verso una scienza del movimento - Armando editore - 1971).
- Face au sport - De l'éducation physique en France depuis 1945 à la psychocinétique - Etude critique et perspectives - 1977, éditions ESF.
- Le développement psychomoteur de la naissance à 6 ans - La psychocinétique à l'âge pré-scolaire - 1981, éditions ESF. (Lo sviluppo psicomotorio dalla nascita a sei anni - Armando editore -1981).
- L'éducation psychomotrice à l'école élémentaire - La psychocinétique à l'âge scolaire - 1984, éditions ESF (L'educazione psicomotorio alla scuola elementare - Unicopli - 1984).
- Sport éducatif - psychocinétique et apprentissage moteur - 1989, éditions ESF. (Sport educativo - Armando editore - 1990).
- Mouvement et développement de la personne - 1995, coédition Vigot/sported éditions. (Movimento e sviluppo della persona - édizioni Associazione Musicalificio Grande Blu -2006)